# Batomys dentatus
Batomys dentatus és una espècie de mamífer rosegador de la família dels múrids coneguda a partir d'un únic espècimen recollit a principis del segle XX. És endèmic de l'illa de Luzon (Filipines), on viu a altituds d'aproximadament 2.135 msnm. El seu hàbitat natural són els boscos montans. Es desconeix si hi ha cap amenaça significativa per a la supervivència d'aquesta espècie. El seu nom específic, dentatus, significa ‘dentat’ en llatí.